# Thornburghiella quezeli
Thornburghiella quezeli är en tvåvingeart som först beskrevs av Vaillant 1955.  Thornburghiella quezeli ingår i släktet Thornburghiella och familjen fjärilsmyggor. Inga underarter finns listade i Catalogue of Life.